# 泰塔山
泰塔山是非洲西南部國家肯尼亞的山脈，位於濱海省，毗鄰與坦桑尼亞接壤的邊境，最高點海拔高度2,228米，山體在前寒武紀時期形成。

## 外部連結
- Description of the Taita Hills （页面存档备份，存于）
- Publications （页面存档备份，存于）

3°25′S 38°20′E / 3.417°S 38.333°E